# ワールド・トゥデイ
『ザ・ワールド・トゥデイ（The World Today）』は、BBCワールドサービスの注目を集め、ソニー・ラジオ・アカデミー賞を受賞した早朝のニュース・時事問題番組で、2011年3月27日現在、毎日3:00～8:30（GMT）まで放送されていた。正時半の短いニュース放送、本格的な国際インタビュー、世界のニュースの詳細なリポートで構成されていた。ワールドサービスは、2011年に4つの主要なアウトレットの1つとして保持されていたことが示されているように、それを最も重要な構成要素の1つと見なしていた。2012年6月27日に、『ザ・ワールド・トゥデイ』と『ネットワーク・アフリカ（Network Africa）』の両方が廃止されることが発表され、同年7月23日からは『ニュースデイ』というタイトルの新番組がその枠を占めることになった。

## 歴史
『ザ・ワールド・トゥデイ』は、ニュース番組の刷新の一環として、1999年にBBCのワールドサービスで開始された。2012年6月、ロンドン中心部のブロードキャスティングハウスに移された。

### テレビ版
テレビはBBCワールドで放送されている。BBCワールドが開始された1994年から放送中。朝のヨーロッパに向けた番組として計画された。『ワールドビジネスレポート』とあわせて放送。

### ラジオ版
ラジオはBBCワールドサービスで放送。冒頭のニュースサマリーのあとに放送される。アジア（23:00 GMT）・中東（3:00 GMT）・ヨーロッパ（6:00 GMT）、それぞれの朝の時間帯に放送される。

## プレゼンター
性質上、多くのBBCパーソナリティが番組に出演した。主なプレゼンターは次の通りである。
- エド・バトラー
- ファーガス・ニコル（英語版）
- マックス・ピアソン（英語版）
- ジョージ・アーニー（英語版）
- ジュリアン・キーン
- コムラ・ドゥモール（英語版）
- トム・ハグラー
- ロジャー・ヒアリング（英語版）
- パスカル・ハーター
- ジャッキー・レナード
- ローレンス・ポラード
- マーク・ウィテカー
- スニタ・ナハール
- ドゥルダナ・アンサリ（英語版）